# Дългокозинест вомбат
Lasiorhinus latifrons е вид бозайник от семейство Вомбати (Vombatidae), представител на род Lasiorhinus.

## Разпространение и местообитание
Разпространен е в Австралия.